# 技術博物館 (薩格勒布)

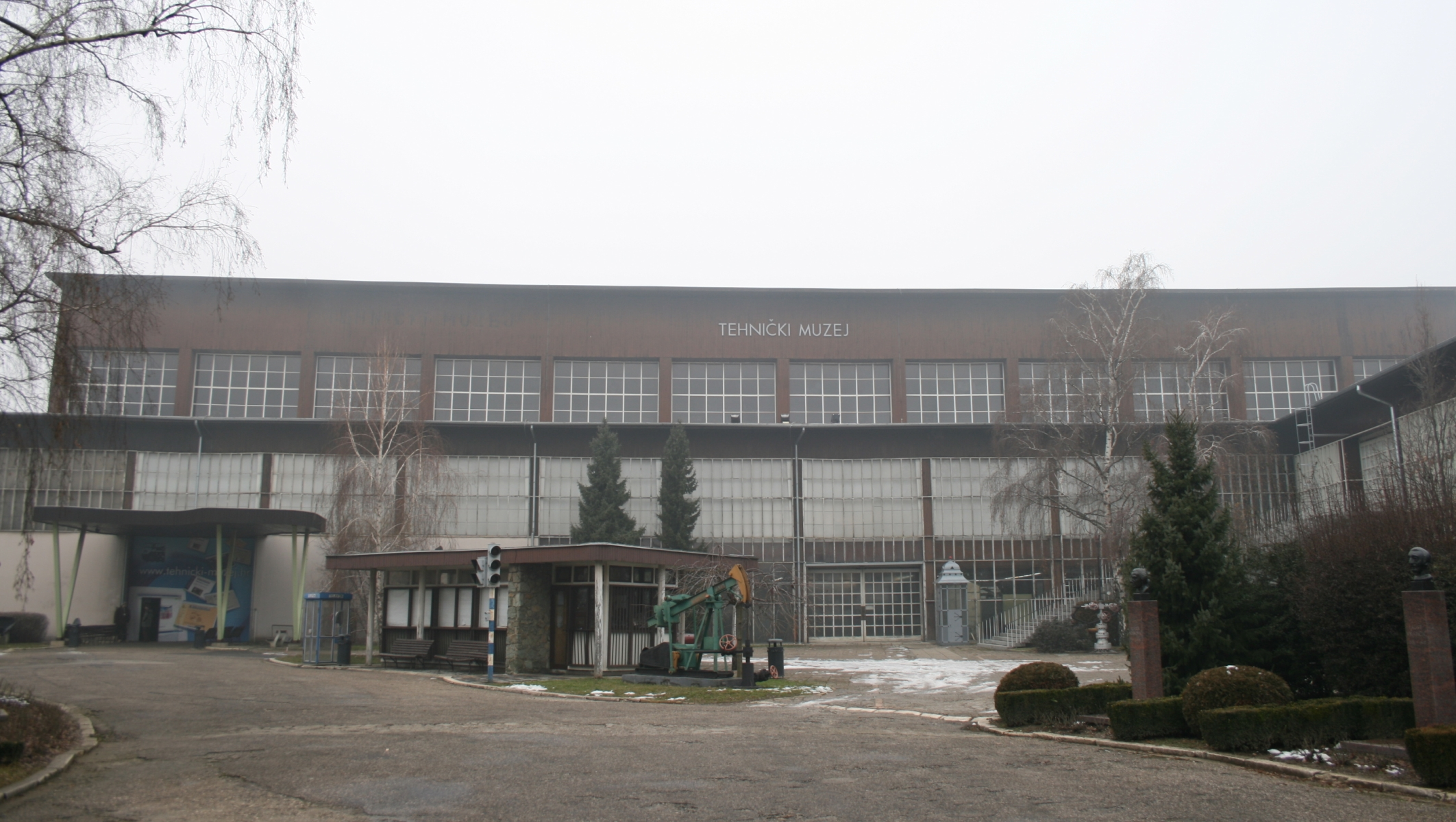
技術博物館

尼古拉·特斯拉技術博物館是克羅埃西亞首都薩格勒布的一家博物館，展示眾多歷史悠久的飛機、汽車、機械等設施。這座博物館創建於1954年。2013年，博物館參觀人數達11.8萬人，是克羅埃西亞最多人參觀的博物館。2015年6月，薩格勒布市議會決定將博物館改為現名。

## 外部連結
- Technical Museum at the Croatian Museum Documentation Center
- 官方网站 （克羅埃西亞文）